# Lina Medina
Lina Medina (Ticrapo, Peru, mogelijk 27 september 1933) is vermoedelijk 's werelds jongste moeder met een eerste bevalling op een leeftijd van 5 jaar, 7 maanden en 21 dagen.

## Levensloop
Medina werd door haar ouders naar het ziekenhuis gebracht, want haar buik bleef groeien. Haar ouders dachten dat ze een tumor had, maar haar dokters stelden vast dat ze zeven maanden zwanger was. Dr. Gerardo Lozada nam haar mee naar Lima, de hoofdstad van Peru. Ook de artsen daar stelden vast dat Medina zwanger was. Anderhalve maand later beviel ze via een keizersnede van een jongetje. Dit was nodig omdat haar bekken te klein was. Haar zaak werd gedetailleerd beschreven in het medisch tijdschrift La Presse Médicale door dr. Edmundo Escomel, die onder meer vermeldde dat Medina werd geboren met een afwijkend hormoonstelsel. Aan de hand hiervan werd beweerd dat ze haar eerste menstruatie kreeg toen ze acht maanden oud was en dat haar borsten volgroeid waren toen ze vier was. Op vijfjarige leeftijd groeide haar bekken en verouderden haar botten.
Haar zoon woog 2,7 kg en heette Gerardo, naar haar dokter. Gerardo werd opgevoed met de gedachte dat Medina zijn zus was. Op tienjarige leeftijd kwam hij erachter dat Medina zijn moeder was. Hij groeide gezond op, maar stierf op veertigjarige leeftijd, in 1979, aan een beenmergziekte. Er is nooit een verband gevonden tussen Gerardo's vroege overlijden en de jonge leeftijd van zijn moeder.
Medina heeft nooit bekendgemaakt wie de vader was. Hoewel haar eigen vader gearresteerd werd op verdenking van seksueel kindermisbruik, werd hij later weer vrijgelaten wegens gebrek aan bewijs, en de biologische vader werd nooit geïdentificeerd. Behalve haar vader werden ook haar negenjarige, geestelijk gehandicapte broer en een dronken dorpsbewoner verdacht. Mogelijk ook had zij de vader van haar kind ontmoet tijdens een van de vele feestelijkheden zoals die in dorpen als het hare vaak werden gehouden en die dikwijls ontaardden in orgiën waarin verkrachting niet ongewoon was.

### Privé
Medina trouwde later en werd met haar echtgenoot ouder van een tweede zoon.

## Bewijs
Er bestaat één foto van Medina tijdens haar zwangerschap, die dateert van ongeveer begin april 1939, toen zij 7½ maand zwanger was. Hierop staat zij naakt en in profiel afgebeeld tegen een neutrale achtergrond.
Mogelijk was Medina ten tijde van de geboorte van haar zoon echter aanzienlijk ouder dan volgens de officiële aangifte. Zo zou zij volgens sommige leden van de American Medical Association ten minste acht of negen jaar oud zijn geweest. Een woordvoerder van de American Medical Association, dr. Morris Fishbein, kwam tot de slotsom: "Het is moeilijk of onmogelijk om de precieze leeftijd van kinderen uit primitieve volksstammen vast te stellen (...) Het is waarschijnlijk dat zij veel ouder was." Bewijs daarvoor is er echter niet. Wel is het in Zuid-Amerika heel gewoon om vanwege de hoge kindersterfte in eerste instantie geld op de geboorteakte uit te sparen en pas na het verstrijken van de kritische eerste levensfase het kind te laten registreren. Omdat een late aangifte echter veel duurder is, wordt vaak een beduidend lagere leeftijd opgegeven dan de werkelijke. Vooral in het westen van Zuid-Amerika komt dit nog steeds voor.
Hoewel sommigen de zaak-Lina Medina als een grap hebben afgedaan, hebben diverse artsen het geval in de loop der jaren bevestigd, zich baserend op biopsie, röntgenopnamen en foto's die de artsen die voor haar zorgden gemaakt hadden.